# James B. Kaler
James Bailey Kaler més conegut com a Jim Kaler, és un astrònom i escriptor científic nord-americà.
Després de l'educació primària i secundària a Albany, Kaler va obtenir el seu títol A.B. a la Universitat de Michigan el 1960, on també va cursar estudis de postgrau (1960-61), a Christian-Albrechts-Universität zu Kiel (Alemanya, 1961-62) i a UCLA (1962-64), on també va obtenir el seu doctorat en Astronomia el 1964. L'assessor de la seua tesi va ser Lawrence H. Aller.

## Carrera professional
Kaler va començar la seva carrera professional amb nomenaments d'ajudant de recerca i docent a la Universitat de Michigan des del 1958 fins a l'estiu del 1960. El 1961 va treballar com a astrònom a l'Observatori Naval dels Estats Units. El 1964 va ser nomenat professor ajudant d'astronomia per la Universitat d'Illinois i ascendit a professor associat el 1968 i a una plaça de professor titular el 1976 (tots a la Universitat d'Illinois). Des del 1995 és professor honorari del Campus. El 2003 es va retirar per convertir-se en professor emèrit de la Universitat d'Illinois.
Kaler va publicar més de 120 articles. Alguns exemples inclouen treballs sobre:
- La composició química de nebuloses planetàries[2] incloent-hi les seves densitats d'electró, damunt[3]
- Línies d'emissió de nebuloses planetàries i difuses.[4][5]
- El desenvolupament d'embolcalls en nebuloses planetàries.[6]
- Evolució estel·lar.[7]

Ha estat president de la Junta Directiva de la Societat astronòmica del Pacífic i de la Junta de l'Orquestra Simfònica Champaign-Urbana.

## Honors i premis
Ha estat becari del programa Fulbright i també ha estat distingit per la beca Guggenheim i ha estat guardonat amb medalles pel seu treball de la Universitat de Lieja a Bèlgica i la Universitat de Mèxic. Va pronunciar la conferència Armand Spitz a la Great Lakes Planetarium Association. El 2003 va rebre el Premi del Campus a l'excel·lència al compromís públic de la Universitat d'Illinois. El 2008 va rebre el premi d’Educació de l'American Astronomical Society.
Va ser elegit membre del llegat de l'American Astronomical Society el 2020.
L'asteroide 1998 JK va ser anomenat (17853) Kaler en el seu honor per les seues activitats divulgatives.

## Treballs
Jim Kaler ha escrit per a diverses revistes i va ser consultor de Time-Life Books. Va estar molt de temps apareixent a la televisió i la ràdio d’Illinois, i a més de dos llibres de text i tres cursos d’àudio, va publicar diversos llibres, incloent
- First Magnitude: A Book of the Bright Sky
- Stars and their Spectra,
- The Ever-Changing Sky,
- Extreme Stars (American Association of Publishers Outstanding Professional and Scholarly Title in Physics and Astronomy for 2001),
- The Cambridge Encyclopedia of Stars,
- Stars and Cosmic Clouds,
- The Little Book of Stars,
- The Hundred Greatest Stars, i
- Heaven's Touch (llibre seleccionat de la setmana per Times Higher Education el setembre de 2009).[19]

La seva base de dades de ciències a la web "STARS" ha aconseguit més de 4 milions de visitants des del seu llançament el 1988.